# Васил Василев (общественик)
Вижте пояснителната страница за други личности с името Васил Василев.
Васил Иванов Василев е български общественик, деец на македонската емиграция в България.

## Биография
Васил Василев е роден на 11 септември 1896 година в Емборе, тогава в Османската империя. Баща му Иван Василев е виден български просветен деец, попечител на Никола Вапцаров, за времето в което учи във Варна. Учи в българската търговска гимназия в Солун. През Първата световна война е подпоручик в Двадесет и седми артилерийски полк. Работи като банков чиновник и кооперативен деец. Включва се в дейността на легалните македонски организации в България заедно с Кръстьо Велянов, Йордан Чкатров и Симеон Евтимов. Става член на Македонското студентско дружество „Вардар“. Дълги години е председател на македонската младежка организация във Варна. През януари 1923 година е избран за съюзен агитатор на централното ръководство на Македонския младежки културно-просветен съюз, а на следната година - на Съюза на македонските братства.
Става член на Масонската ложа „Светлина“. В 1928, 1929 и 1931 година е избран в Националния комитет на македонските братства. След убийството на генерал Александър Протогеров през 1928 година Наум Белев прави опит да го убеди, че македонските братства трябва да излязат с осъдителна резолюция срещу Иван Михайлов. Васил Василев отказва и заедно с Константин Станишев, Велко Думев, М. Димитров застават срещу Георги Кулишев, който подкрепя протогеровистите. Направен е опит да бъде убит с двамата си телохранители на 15 октомври 1929 година.
През 1929 година изнася доклад по организационно-бежанската дейност на VII редовен конгрес на съюзната организация. На същия конгрес мандатът му за член на НК е подновен и става политически секретар на съюза. На 16 октомври същата година срещу него е извършен атентат от страна на четирима протогеровисти, като е тежко ранен в лявата ръка и левия крак, но оцелява.
Народен представител от Горноджумайско (заедно с Иван Ингилизов и Петър Мърмев) от македонската парламентарна група в ХХІІІ ОНС (1931 - 1934) и неин говорител. Стоян Бояджиев определя в спомените си Васил Василев като „най-добрия оратор“, когото е слушал.
След Деветнадесетомайския преврат от 1934 година е осъден на смърт, по-късно е помилван. Завършва Право в Софийския университетет през 1941 година.
Изгорен е жив от Лев Главинчев след Деветосептемврийския преврат на 26 септември 1944 година. Иван Михайлов пише за него:
| „ | Измежду македонската интелигенция въ България най-познатъ на широкитѣ емигрантски слоеве и жителитѣ въ Петричкия окрѫгъ бѣ и друго чедо на Емборе - Василъ Василевъ. Съ стотици лица бѣ завързалъ лично познанство при грижитѣ му за масови народни нужди. Много пѫти е очаквалъ по гаритѣ идващи отъ Гърция бежанци, на които е отправилъ първитѣ братски думи въ свободна България. И е полагалъ първитѣ грижи за тѣхното подслоняване. Много пѫти е говорилъ предъ селяни въ връзка съ инициативата за тѣхното стопанско възмогване. Много другарски срещи и многолюдни събрания е устройвалъ всекѫде изъ България кѫдето живеятъ македонски българи. | “ |

Негов син е журналистът Борислав Василев.